# Соколов, Алексей Григорьевич
Алексей Григорьевич Соколов (1911—1985) — народный комиссар государственной безопасности Башкирской АССР, генерал-майор (1945).

## Биография
Родился в русской семье рабочего-металлиста. С сентября 1926 до июня 1929 учился в школе фабрично-заводского ученичества при заводе имени И. В. Сталина, с декабря 1929 до декабря 1930 работал разметчиком-клепальщиком. Член ВКП(б) с апреля 1930 (член ВЛКСМ в 1926—1934). С декабря 1931 до января 1933 секретарь комитета ВЛКСМ Ленинградского чугунолитейного завода «Центролит», затем до сентября 1933 инструктор Ленинградского областного комитета Союза строителей. С сентября 1933 до января 1934 служил в РККА, охраняя Кремль. С января до сентября 1934 снова инструктор Ленинградского областного комитета Союза строителей. С сентября 1934 до апреля 1936 учился в Высшей школе профсоюзного движения. С июня 1936 до января 1938 секретарь комитета ВКП(б) Высшей школы профсоюзного движения. С января до декабря 1938 инструктор Отдела партийных органов Петроградского районного комитета, Отдела партийных кадров Ленинградского городского комитета ВКП(б).
С 17 января 1939 до 14 июня 1945 попеременно народный комиссар внутренних дел и народный комиссар государственной безопасности Башкирской АССР. После чего до 16 сентября 1950 начальник Управления НКГБ — МГБ по Омской области, затем до 16 марта 1953 начальник Управления МГБ по Саратовской области, до 26 марта 1954 начальник Управления МВД по Саратовской области, до 23 апреля 1956 начальник Управления КГБ по Саратовской области. С 23 апреля 1956 до 2 августа 1958 старший советник КГБ при СМ СССР в Албании. С августа 1958 до января 1959 состоял в резерве КГБ при СМ СССР.
С января 1959 до июля 1966 помощник директора лаборатории «В» Министерства среднего машиностроения СССР по режиму и охране. Затем до июня 1969 заместитель директора Физико-энергетического института по режиму, после чего до марта 1974 старший инспектор Группы международных связей Физико-энергетического института. С марта 1974 на пенсии. Умер в январе 1985.

### Звания
- 17.01.1939 — капитан государственной безопасности;
- 14.02.1943 — полковник государственной безопасности;
- 18.03.1944 — комиссар государственной безопасности;
- 09.07.1945 — генерал-майор.

### Награды
- орден «Знак Почёта», 26.04.1940;
- знак «Заслуженный работник НКВД», 04.02.1942;
- орден Красной Звезды, 20.09.1943;
- орден Трудового Красного Знамени, 22.03.1944;
- знак «Почётный сотрудник госбезопасности», 23.12.1957;
- орден Красной Звезды;
- 10 медалей;
- знак «50 лет пребывания в КПСС».